# 294727 Dennisritchie
294727 Dennisritchie este o planetă minoră (asteroid) din centura de asteroizi. A fost descoperită pe 31 ianuarie 2008 la Jarnac Observatory⁠(d) de Tom Glinos⁠(d). 
Obiectul prezintă o orbită caracterizată de o semiaxă mare de 3,1657961477177 UAi, o excentricitate de 0,19, o înclinație de 9,5 ° în raport cu ecliptica.